# Castel Klebenstein
Castel Klebenstein (talvolta italianizzato in Castel Sant'Antonio; Schloss Klebenstein in tedesco) è un castello che si trova a Bolzano, all'imbocco della Val Sarentino, presso il ponte S. Antonio (St.-Antons-Brücke), sul torrente Talvera, e non distante da Castel Roncolo.

## Storia
Si tratta di un complesso molto vario. La torre più grande, col tetto a piramide e il giro di feritoie, è certamente la più antica (probabilmente XIII secolo, in origine chiamata Karnol); in origine accanto ad essa doveva sorgere un piccolo edificio di abitazione, nominata nel 1346, tracce del quale si trovano ancora nei muri delle cantine. Dai proprietari, attestati negli anni 1422-26 nei rendiconti della Vecchia Parrocchiale di Gries con Adam von Clewenstain, derivò il nome del maniero.
Il resto è frutto di aggiunte del XV secolo (famiglie Weineck), ma soprattutto del XVI secolo, quand'era di proprietà degli Schidmann, imparentati con i Weineck. Estintasi questa famiglia nel 1600, il maniero passò ai Girardi, poi ai conti Troyer, infine - nel 1832 - ai Kofler e ai von Aufschnaiter, la cui famiglia ancora oggi lo possiede.
Ad un'estremità del muro di cinta si trova la chiesa barocca di Sant'Antonio (St.-Antons-Kapelle), che dà il nome all'intera zona (St. Anton), oltre che offrendo la base all'italianizzazione del castello, imposta con il Prontuario dei nomi locali dell'Alto Adige e ufficializzata dal regime fascista nel 1923.

## Thun
Nella cantina di questo castello nacque, nel 1950, la Thun, una fabbrica di ceramica molto nota, che diventerà assai importante per l'economia del capoluogo altoatesino.